# Клиня Вас
Клиня Вас (словен. Klinja vas) — поселення в общині Кочев'є, регіон Південно-Східна Словенія, Словенія. Висота над рівнем моря: 478,3 м.